# Pferdefett
Pferdefett ist das Körperfett des Pferdes, hat eine gelbliche Farbe und eine salbenartige Konsistenz. Das Kammfett weist eine charakteristische tieforangene Farbe auf. Pferdefett wird als Tierfutter und günstiges Speisefett verwendet. Es zeichnet sich durch einen hohen Linolsäure- und niedrigen Stearinsäure-Gehalt aus.

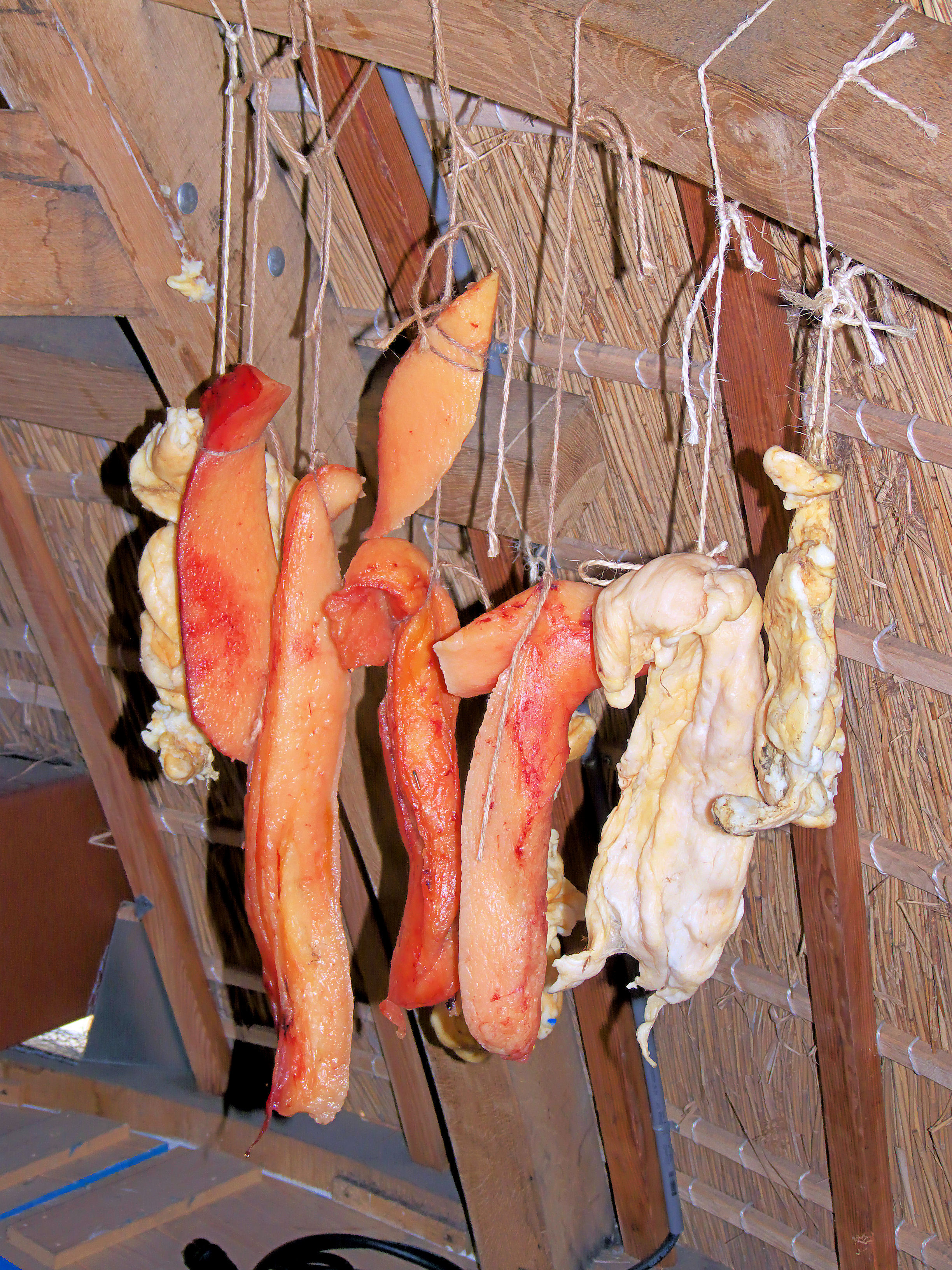
Rohes Pferdefett (Mitte)

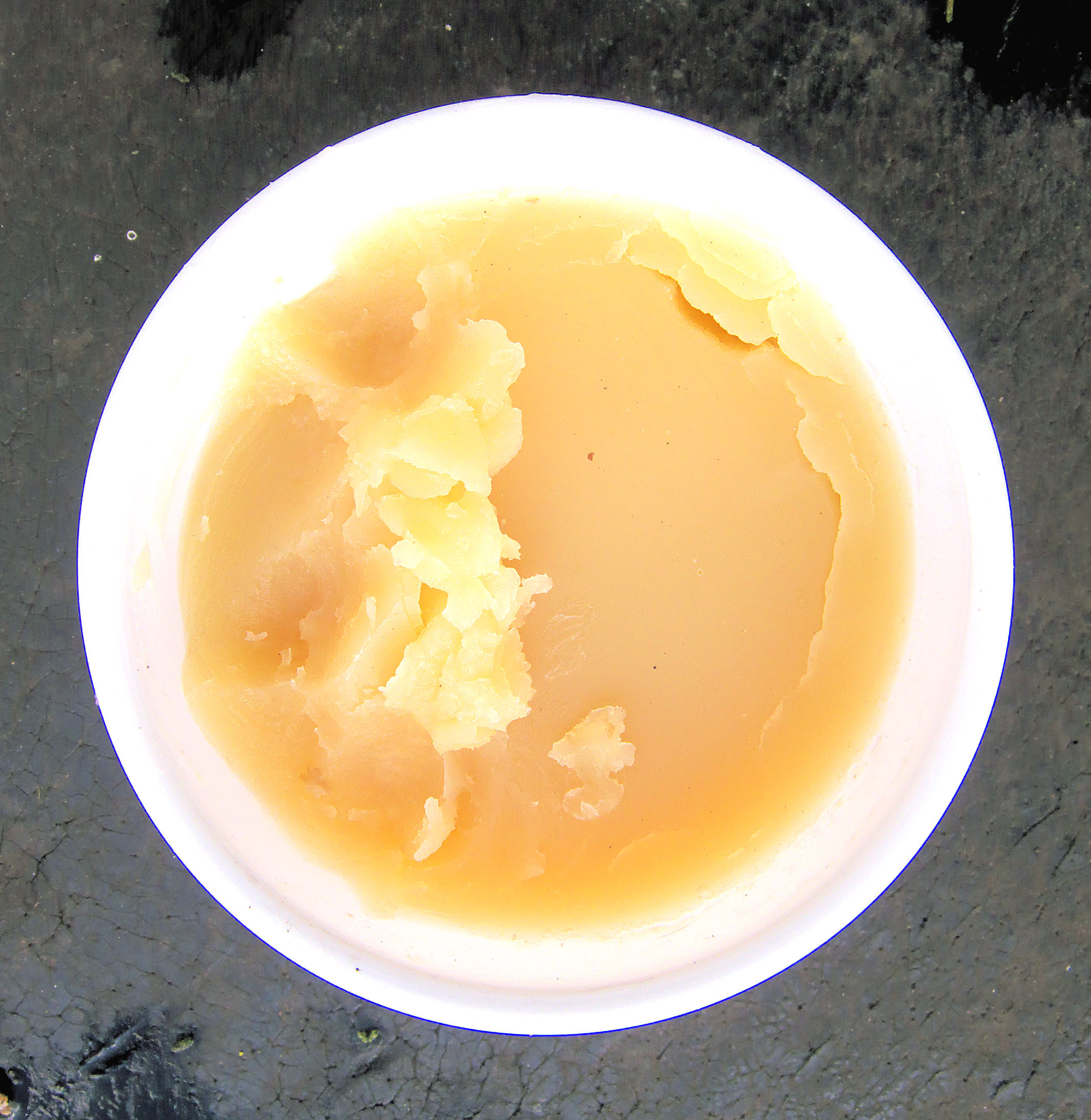
Ausgeschmolzenes Pferdefett

## Verwendung
Pferdefett wird in der Regel als günstiger Tierfutterzusatz verwendet. Bei Haustieren wird es im Rahmen der Barf-Fütterung verwendet und dient als Basis hypoallergener Futtermittel.
Pferdefett ist ein günstiges Speisefett und wird als Ersatz oder zum Verdünnen von Schweine- oder Rinderfett eingesetzt. Es wird in traditionellen Rezepten für bestimmte Dauerbackwaren wie Bremer Klaben und Christstollen eingesetzt und diente als Frittierfett für Pommes frites.
Vor der Verbreitung synthetischer Fette wurde Pferdefett als Lederfett und Maschinenfett eingesetzt.
Bei Windmühlen wurde Pferdefett zur Schmierung der oberen Welle und der Kurbelwellen verwendeten. Es ähnelt Schweineschmalz, ist aber weicher, was es besonders bei tiefen Temperaturen nützlich machte.

## Zusammensetzung
Die Zusammensetzung von Pferdefett ist im Gegensatz zu Rinderfett und Schweinefett stark von der Fütterung abhängig. Pferdefett zeichnet sich mit 8 Mol.% durch einen hohen Gehalt an α-Linolsäure aus. Der Stearinsäuregehalt ist mit 5 Mol% außergewöhnlich niedrig. Der Gehalt an Ölsäure beträgt 30–45 Mol.-%, der Gehalt an Palmitinsäure 27–35 Mol.%- und der an Myristinsäure 7 Mol.-%.
Der charakteristisch hohe Gehalt an α-Linolensäure diente früher als Nachweis von Pferdefleisch in Rindfleisch.